# 門峴駅
門峴駅（ムニョンえき）は、大韓民国釜山広域市南区にある釜山交通公社2号線の駅である。駅番号は216。

## 駅構造
相対式ホーム2面2線の地下駅。フルスクリーンタイプのホームドアが設置されている。出入口は4箇所に設けられている。

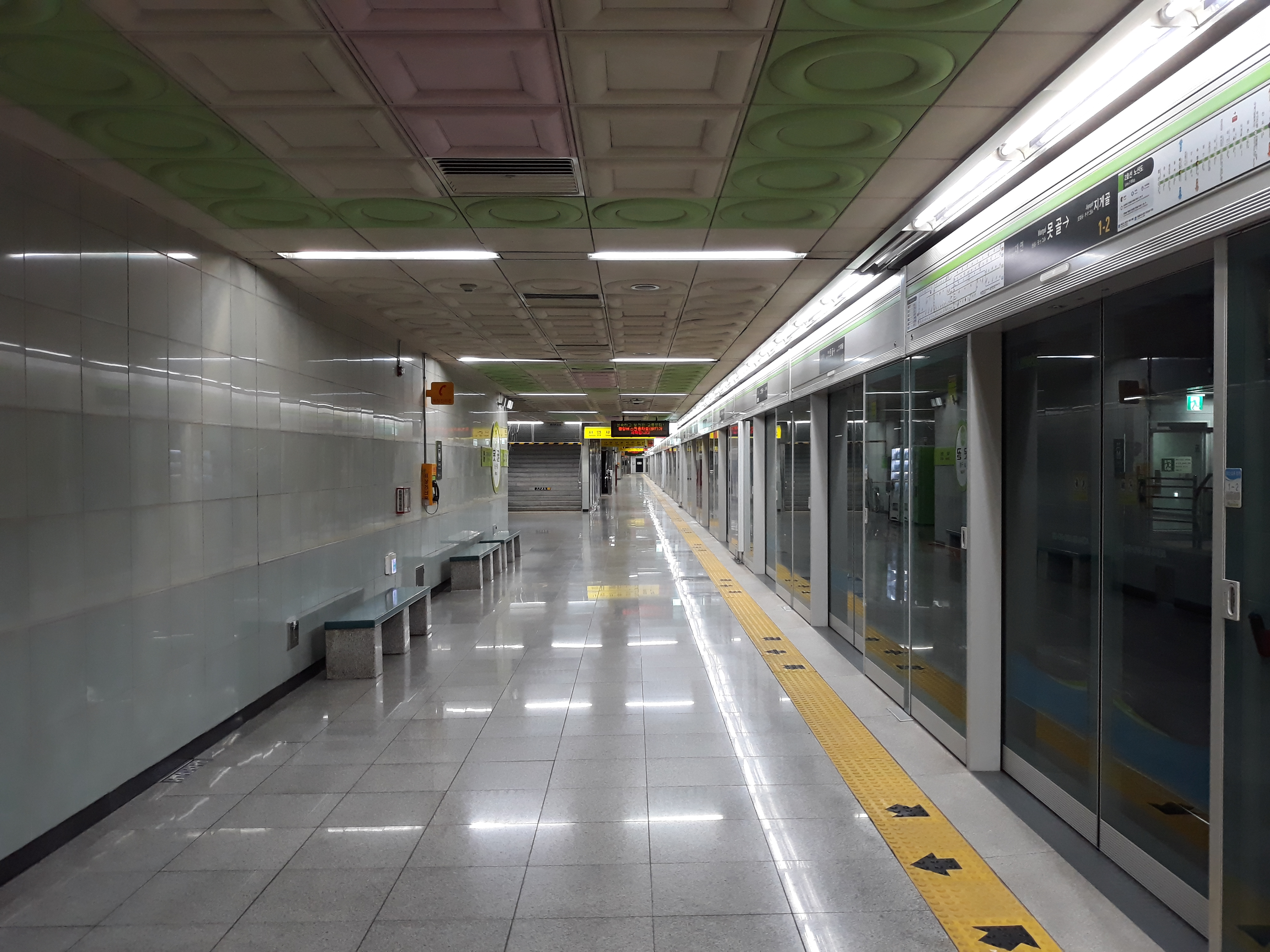
構内の壁画（2009年1月）

### のりば
| 上り | 2号線 | 萇山方面 |
| 下り | 2号線 | 梁山方面 |

## 歴史
- 2001年8月8日 - 開業。

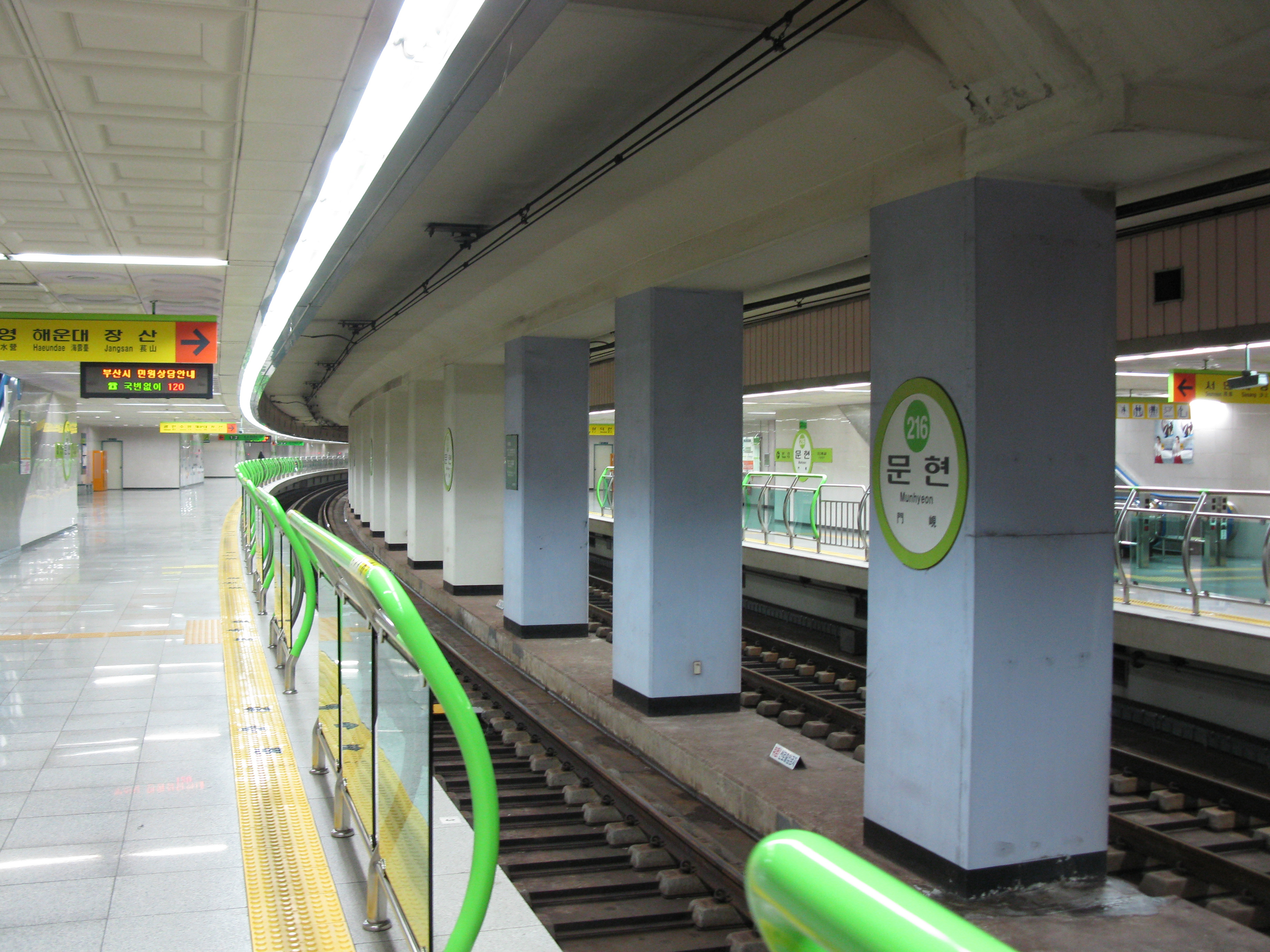
ホームドア設置前（2009年2月）

## 駅周辺
- 釜山市民会館
- 門峴3洞行政福祉センター
- 門峴5洞行政福祉センター
- 城東中学校
- 門峴女子中学校

## 隣の駅
釜山交通公社
 2号線
チゲゴル駅 (215) - 門峴駅 (216) - 国際金融センター・釜山銀行駅 (217)